# Velvet Darkness They Fear
Velvet Darkness They Fear es el segundo álbum de estudio de la banda gótica noruega Theatre of Tragedy. Fue publicado el 26 de agosto de 1996, a través de Massacre Records. 
La producción fue de Pete "Pee Wee" Coleman y fue grabado en el Commusication Studio en Alemania.

## Música
Este trabajo siguió el camino de su antecesor autotitulado Theatre of Tragedy, aunque tiene un sonido más  elaborado, con una característica mezcla de Death / Doom metal y rock gótico moderno, componiendose entre duros pasaje de guitarra eléctrica pesada con patrones melódicos y pasajes limpios tanto en guitarra como voz. La presencia del piano es muy prominente durante la mayoría de las piezas e incluso hay más elementos clásicos en algunas como efectos de instrumentos de viento y cuerda.
Con este material, la banda se dio a conocer fuera de su país natal al casi duplicar las ventas del primer álbum, con más de 125 000 copias. Hoy se considera una joya y un clásico dentro del género, debido a una producción muy cuidada. 
Las letras de Raymond Istvàn Rohonyi son muy oscuras y crípticas, y destacan los temas: "Der Tanz der Schatten" pieza potente que fue traducida al idioma alemán por Tilo Wolff, vocalista y líder de Lacrimosa, "And When He Falleth" que incluye una sección de diálogo de Jane Asher y Vincent Price extraído de la película The Masque of the Red Death, basada en la obra homónima de Edgar Allan Poe.

## Lista de canciones
Todas las letras escritas por Raymond Rohonyi, except "Der Tanz der Schatten" by Rohonyi, Gerhard Magin and Tilo Wolff, toda la música compuesta por Theatre of Tragedy, excepto donde se indica:. 
| N.º | Título                            | Música                           | Duración |  |
| 1.  | «Velvet Darkness They Fear»       |                                  | 1:05     |  |
| 2.  | «Fair y 'Guiling Copesmate Death» |                                  | 7:05     |  |
| 3.  | «Bring Forth Ye Shadow»           | Theatre of Tragedy y Pål Bjåstad | 6:49     |  |
| 4.  | «Seraphic Deviltry»               |                                  | 5:17     |  |
| 5.  | «And When He Falleth»             | Theatre of Tragedy y Pål Bjåstad | 7:08     |  |
| 6.  | «Der Tanz der Schatten»           | Theatre of Tragedy y Pål Bjåstad | 5:29     |  |
| 7.  | «Black as the Devil Painteth»     |                                  | 5:26     |  |
| 8.  | «On Whom the Moon Doth Shine»     |                                  | 6:15     |  |
| 9.  | «The Masquerader y Phoenix»       |                                  | 7:35     |  |

## Sencillos
1. "Der Tanz Der Schatten" (Club Mix) - 5:13
2. "Black As The Devil Painteth" - 5:26
3. "Der Tanz Der Schatten" (Álbum Versión) - 5:28

## Créditos
- Toda la música de Theatre of Tragedy letras de Raymond Istvàn Rohonyi
- Producción Pete Coleman.
- Ingeniería: Gerhard Magin.
- Registrado y mezclado en Commusication Studios.